# Station Thal
Station Thal is een spoorwegstation aan de Drautalspoorlijn bij het dorp Thal in de gemeente Assling (Oostenrijk-Oost-Tirol).